# Мраколес
Мраколес (Mirkwood) е гора от измисления свят на автора Дж. Р. Р. Толкин. Той описва тази загадъчна и мрачна гора в своята книга „Хобитът“, а във „Властелинът на пръстените“ само споменава за нея.

## Описание
Мраколес е другото име на Зеленогор Велики, голяма гора, намираща се в земите на изток от реката Андуин. Името „Мраколес“ се използва в Средната земя след като Саурон, пременен като Некроманта, се установил в Дол Гулдур, в южните части на гората. В „Хобитът“ тя се нарича още „Непрогледната гора“.  В северната част на Мраколес е разположено елфическо кралство, водено от Трандуил (баща на Леголас). Kралството се появява след емигрирането на елфите от източния бряг на Aндуин на север. „по време на войната на пръстена“ северното кралство на елфите е нападнато от многочислена оркска армия от Дол Голдур но елфите успяват да победят орките, и дори да превземат Дол Голдур.

## Обитатели на Мраколес
- Паяци – паяците в Мраколес са от потеклото на Корубана и Унголиант и се заселват там по времето на Некроманта.[2]
- Елфи – елфите, които живеят там, се наричат горски поради това, че обитават гористи местности. Те строят жилищата си по короните на дърветата.
- Орки – рядко, но се срещат и те, като броят им се увеличава след падането на Мордор.
- Гоблини – живеят по северната и западната страна, като избягват да навлизат навътре.
- Пеперуди – огромни пеперуди обитават гората, като служат за основна храна на паяците.[3]